# چیزهای زیبا
چیزهای زیبا (انگلیسی: Pretty Things) یک فیلم مستند آمریکایی به کارگردانی لیز گلدوین است که در سال ۲۰۰۵ منتشر شد.
فیلم دربارهٔ هنرمندان بزرگ بورلسک قرن بیستم است و نخستین بار از اچ‌بی‌او و سی‌بی‌سی پخش شد. پس از انتشار این مستند، کتاب «چیزهای زیبا: آخرین نسل ملکه‌های بورلسک آمریکایی» توسط انتشارات هارپرکالینز منتشر شد.